# 朱益濬
朱益濬（1847年—1920年），字輔源，號純卿，江西蓮花縣人，清末政治人物。

## 生平
光緒三年（1877年）丁丑科進士，選翰林院庶吉士，散館改湖南衡州府清泉縣知縣。官至湖南辰沅永靖道，護理巡撫，辛亥革命後歸里。民國九年（1920年）在家中病逝。

## 身后
廢帝溥儀追諡文貞。

## 著作
著有《碧雲山房存稿》。

## 家族
父亲朱之杰为咸丰进士，弟朱益藩亦為進士。

## 外部連結
- 朱益浚 朱益藩 兄弟两进士 蓮花在線